# 1554
1554 (MDLIV) fue un año común comenzado en lunes del calendario juliano.

## Acontecimientos
- 1 de enero: En Chile, se produce la Batalla de Tucapel. Los mapuches, al mando de Lautaro, derrotan a los españoles y dan muerte de Pedro de Valdivia.
- 5 de enero: En Eindhoven (Países Bajos) sucede un gran incendio.
- 11 de enero: En Chile, Un ejército español es derrotado en la batalla de río bueno por tropa mapuches y huilliches al intentar dar cruce al río bueno.[1]
- 25 de febrero: Lautaro, líder mapuche ataca la antigua Concepción, actual Penco , Chile.
- 25 de julio: boda entre María I de Inglaterra y Felipe de España, en la Catedral de Winchester.
- 23 de agosto: Fue fundado en la ciudad de Santo Domingo el Mayorazgo de Dávila por el Regidor Don Francisco Dávila, en la persona de su sobrino Gaspar Dávila.

### Sin fecha
- Portugal/Brasil - Fundación de São Paulo, en Brasil.
- Juan Calvino - Defensa de fe ortodoxa.
- Sínodo de la Diócesis de Guadix y de Baza convocado por el obispo Martín Pérez de Ayala donde se aborda la evangelización de los moriscos.
- Sitio de Muraki, uso Arcabuces.

## Arte y literatura
- Edición más antigua conocida del Lazarillo de Tormes.

## Ciencia y tecnología
- Gerardus Mercator - Mapa de Europa.
- Giambattista Benedetti publica el "Resolutio omnium Euclidis problematum".

## Nacimientos
- 20 de enero: Sebastián I de Portugal (f. 1578)
- 28 de marzo: Iván Ivanovich de Rusia;Zarévich del Zar Iván IV el terrible. (f. 1581)
- 19 de diciembre: Felipe Guillermo de Orange-Nassau, príncipe de Orange (f. 1618)
- Arnoldo Wion, monje benedictino y escritor belga.
- Walter Raleigh, navegante, político y escritor británico.

## Fallecimientos
- 1 de enero: Pedro de Valdivia, conquistador español, gobernador de Chile (n. 1497)
- 22 de septiembre: Francisco Vázquez de Coronado, conquistador español (n. 1510)
- 22 de diciembre: Francisco Dávila, fundador de Hato Mayor del Rey, como una porción de tierra dedicada a la ganadería y la agricultura, en 1520. Fundador del Mayorazgo de Dávila en la ciudad de Santo Domingo el día 23 de agosto del año 1554.
- Juan Maldonado (humanista) (n. 1485)
- Pedro de Heredia, fundador de Cartagena de Indias, Colombia.
- Piri Reis, pirata y cartógrafo turco.